# Five Children and It
Cinco niños y Eso (Hispanoamérica) o 5 chicos & Esto (España) (título original: Five Children and It) es la adaptación cinematográfica de 2004 del libro del mismo nombre, dirigida por John Stephenson y protagonizada por Freddie Highmore, Zoe Wanamaker, Kenneth Branagh y Eddie Izzard como la voz de Hado Arenoso.

## Argumento
Cinco niños son enviados a vivir con su tío loco durante la guerra. Allí, conocerán a un Psammead (hado arenoso), que les concederá deseos - con sus respectivas consecuencias inesperadas.

### Diferencias entre el libro y el filme
Existen algunas diferencias entre la película y el libro: la película cuenta cómo el padre de los niños va a la guerra y su madre se queda al cuidado de los soldados heridos como enfermera. Como consecuencia, los niños terminan su estancia en la casa de su tío, donde conocen al hado arenoso. El Psammead vive en una playa conectada a través de un túnel desde el invernadero. La película presenta personajes nuevos, tales como el primo Horacio.
En el libro su padre va con ellos de vacaciones al igual que su madre y su niñera, los niños van pensando que se aburrirán pero están ansiosos por llegar, al conocer al Psammead su vida cambia, pues les concede deseos y así cada uno de ellos se convierten en cosas malas ellos aprenden que los deseos conllevan a cosas buenas y malas, deberán buscar la forma de solucionar estas consecuencias.

## Reparto y equipo técnico[2]

### Reparto
- Tara Fitzgerald... Mamá
- Freddie Highmore... Robert
- Alex Jennings... Papá
- Jonathan Bailey... Cyril
- Jessica Claridge... Anthea
- Poppy Rogers... Jane
- Alec Muggleton... Lamb
- Zak Muggleton... Lamb
- Zoë Wanamaker... Martha
- Kenneth Branagh... Tío Albert
- Alexander Pownall... Horacio
- Eddie Izzard... Esto (voz)
- Georgio Serafini... Sr. Bialli
- John Sessions... easemarsh
- Kim Fenton... Aviador del RFC
- Norman Wisdom... Nesbitt
- Duncan Preston... Sargento

### Equipo
- John Stephenson - Director
- David Solomons - Guion
- Edith Nesbit - Guion (novela)
- Samuel Hadida - Productor
- Lisa Henson - Productor
- Nick Hirschkorn - Productor

## Información de Producción
- El rol de Hado Arenoso le fue originalmente propuesto a Robin Williams.[3]

## Aceptación
"Cinco Niños y Esto" recibió una respuesta positiva de diferentes críticas, Empire afirma que "fue una refrescante película familiar, y una vez que entras en la onda, Izzard es una delicia", otorgándole al filme 3 de 5 estrellas. Time Out London fue menos acogedora, diciendo que el reparto "revuelve [o revolvió]" sus partes, lamentó los efectos especiales, pero elogió a Eddie Izzard. Rotten Tomatoes (sitio web que publica críticas en línea) le otorgó 57 %, e IMDb le concedió una puntuación de 5.5 de 10.

### Premios
- Premios BAFTA 2005

Ganador Premio Anthony Asquith al Mejor Compositor Nuevo Británico (TV) - Jane Antonia Cornish.
- Heartland Film Festival 2005

Ganador Premio Corazón de Cristal.